# Der Madonna-Mann
Der Madonna-Mann ist ein deutscher Spielfilm aus dem Jahr 1987 von Hans-Christoph Blumenberg mit Marius Müller-Westernhagen in der Titelrolle.

## Handlung
Der australische Geologe Martin Graves ist auf dem Weg von Australien nach Helsinki. Wegen schlechten Wetters in der finnischen Hauptstadt muss der Flieger in Hamburg zwischenlanden. Um den unverhofften Abend in der winterlich kalten Hansestadt herumzubringen, entschließt er sich zu einem Besuch des Varietés Hansa-Theater. Als die Show beginnt, setzt sich eine geheimnisvolle, verführerische junge Frau an seine Seite, von der er später erfährt, dass sie Juliane Mundt heißt. Sie beginnt mit ihm zu flirten und hält ihn für den Auftragsmörder Bonner, mit dem sie sich hier verabredet hatte. Mundt nimmt Martin zu einem geheimnisvollen Treff in die Kulissenwelt des Studio Hamburg mit. Graves ist einem erotischen Abenteuer nicht abgeneigt, doch erwartet ihn dort der kunstsinnige Gangsterboss Tanzmann und legt ihm ein Foto mit den Worten „Ihr Kunde, Mr. Bonner“ vor. Tanzmann erwartet, dass Graves den Gezeigten ins Jenseits befördert.
Als Tanzmann feststellen muss, dass Martin nicht der bestellte Killer ist, beginnt eine Verfolgungsjagd durch das nächtliche Hamburg, bei der sich Juliane Mundt zunehmend auf seine Seite schlägt. Sie rennen um ihr Leben, immer den eiskalten Tanzmann und dessen Leute im Genick, der sein finsteres Geheimnis gewahrt wissen und den falschen Auftragsmörder nur noch tot sehen will. Graves kontaktiert Schirmer, seinen Rundfunk-Freund aus vergangenen Tagen. Dieser leiht dem Geologen auf der Flucht sein Auto und überdies wichtige Sendezeit, um seinem Häscher zu entgehen.

## Produktionsnotizen
Der Madonna-Mann entstand 1986/87 in Hamburg und wurde am 1. Oktober 1987 im Rahmen der Hofer Filmtage uraufgeführt. Der Massenstart war am 7. Januar 1988.
Die Filmbauten entwarf Christian Bussmann.

## Kritiken
„Blumenberg, kein Zweifel, liebt die großen Filmmythen und will ihnen filmend huldigen. Er liebt auch die kleiner geratene deutsche Filmvergangenheit der fünfziger Jahre. (…) Blumenberg weiß inzwischen besser als in seinen ersten Filmen, daß Kino Täuschung, Trug Verwechslung ist, und er arbeitet souverän mit Kulissen, die wirklich nur Kulissen sind, mit Verwechslungen, mit Vertauschungen.“

„Der Regisseur bemüht sich … sichtlich, dem britischen und amerikanischen Suspense-Kino nachzueifern. (…) Die Story ist nicht ohne Witz, die Schauspieler sind gut, der Schauplatz überzeugend. Blumenberg schafft es jedoch nicht, all dies zu einem überzeugenden Ganzen zusammenzufügen. Trotz einiger guter Ansätze bleibt ‚Der Madonna-Mann‘ seltsam farblos und unbefriedigend.“

„Hervorragend fotografierter, jedoch mit Dialogen überfrachteter Nachtthriller, der unter Verwendung von wenig abgewandelten Mustern klassischer Filmgenres weitgehend glücklos versucht, Spannungsunterhaltung mit einem ambitionierten Austauschdrama von Sein und Schein zu verbinden.“

Die Deutsche Film- und Medienbewertung FBW in Wiesbaden verlieh dem Film das Prädikat wertvoll.